# Ту, Жак Огюст де
Жак Огю́ст де Ту (фр. Jacques Auguste de Thou; 8 октября 1553 — 7 мая 1617) — известный французский историк и государственный деятель. Отец его Кристоф де Ту был президентом Парижского парламента, дядя, Николя де Ту — епископом Шартра. Особенно известен как автор громоздкой латинской «Истории своего времени».

## Биография
Изучал юриспруденцию в университетах Орлеана, Буржа и Валанса, где слушал лекции Куяция и был дружен со Скалигером. Вернувшись в Париж, де Ту был свидетелем Варфоломеевской ночи, сделавшей его страстным поборником веротерпимости. По настоянию родных де Ту вступил в духовное звание и в 1573 году, после рукоположения его дяди в епископы, сменил его на должности каноника парижского Собора Богоматери. С этого времени стал собирать свою знаменитую библиотеку.
В том же 1573 году он сопровождал посольство Поля де Фуа в Италию, посетив большинство итальянских столиц, — поскольку в этих же городах располагались важнейшие университеты, это позволило де Ту свести знакомство с многими видными учёными. В 1574 году он входил в состав посольства, сопровождавшего Генриха III из Польши во Францию для коронации французской короной. На рубеже 1570—1580-х годов много времени провёл в Бордо, в 1581 году участвовал в переговорах о мире с гугенотами, познакомился с Генрихом Наваррским, близко сошёлся с Монтенем.
В 1582 году умер отец Ту, и он оставил духовное звание, чтобы всецело посвятить себя магистратуре. Будучи в 1585 году магистром петиций Парижского парламента и статским советником в 1588 году, являлся противником Лиги. Когда Генрих III бежал в 1588 году из Парижа, Ту последовал за ним и был назначен членом государственного совета. За несколько дней до убийства Гиза Ту был послан королём в Париж, где едва спасся от рук лигистов. Вернувшись в Блуа, он устроил вместе с Дюплесси-Морнэ союз между королём и Генрихом Наваррским и отправился в Германию просить помощи у протестантских князей.
Получив известие о смерти Генриха III, Ту тотчас признал королём Генриха IV и усердно помогал ему в войне за корону. Вместе с Сюлли устроил примирение короля с мятежными принцами и редактировал Нантский эдикт; противился принятию во Франции решений Тридентского собора как нарушающих права галликанской церкви.
После смерти Генриха IV Мария Медичи удалила Сюлли и поручила заведование финансами трём контролёрам, в том числе Ту, но в 1611 году жестоко оскорбила его тем, что не назначила его на должность первого президента парламента. По этому поводу кардинал Ришельё в своих «Мемуарах» писал: «чтобы добиться удаления де Ту, министры убеждали королеву в том, что от его жестокости пострадают многие, что, помимо его характера, толкавшего его обращаться неучтиво с теми, кто выше его, он вел себя так, чтобы иметь право быть весьма невежливым и с ней, что он так же вел себя и с покойным королем, который терпел его в силу своей необычайной доброты». Он удалился от государственной жизни и только незадолго до смерти ещё раз оказал услугу двору, устроив примирение его с принцем Конде (1616).

## Труды
«История своего времени» была для Ту главной задачей жизни. Мыслью о ней задался ещё его отец и собрал громадное количество материалов. После многолетних подготовительных трудов де Ту в 1581 году приступил к составлению своего труда. В 1603 году были готовы 18 первых книг, излагавших события от 1546 по 1560 год. Появление в публике различных брошюр и сочинений, выдававшихся за отрывки из труда де Ту, заставило его издать готовую часть. Она появилась в 1604 году под заглавием «J. A. Thuani Historiarum sui temporis pars I».
Сочинение де Ту возбудило общий интерес и по распоряжению Генриха IV немедленно было переведено на французский язык. Написанное прекрасным латинским языком, оно является основным источником для истории как религиозных войн во Франции, так и современных им событий в Европе. Особенно ценно оно потому, что де Ту пишет о большей части событий как очевидец, отличающийся редким беспристрастием.
Проникнутое веротерпимостью, оно вызвало жестокую ненависть крайних католиков и иезуитов, которые добились внесения его в 1609 году в список запрещённых книг. 2-я часть «Истории» (1560—1572) вышла в 1606 году, 3-я (1572—1574) — в 1607 году, 4-я (1574—1584) — в 1608 году. Де Ту хотел довести свою «Историю» до смерти Генриха IV, предполагая написать всего 143 книги, но смерть прервала его труд на 1607 году и на 138-й книге.
Последняя часть его была окончена и издана после его смерти его друзьями Дюпюи и Риго в 1620 г. Кроме того, в ответ на критику иезуита Машо (Ингольштадт, 1614) де Ту написал в своё оправдание «Thuani commentarius de vita sua» и мемуары, охватывающие период времени с 1553 по 1601 год и изданные в 1620 г. Другие сочинения де Ту: «De re accipitraria» (Париж, 1584); «Metaphrasis poëtica librorum sacrorum aliquot» (Тур, 1588—1599); «Posteritati» (Амстердам, 1618; собрание стихотворений).
Лучшее издание сочинений де Ту выпустили англичане Buckley и Carte (Лондон, 1733). С этого издания выполнен был французский перевод Дефонтэна и Лебо (Париж, 1734). См. Phil Chasles, «Discours sur la vie et les ouvrages de J. A. de Thou» (П.. 1824); Patin, id. (Париж, 1824); Guérard, id. (Париж, 1824); Düntzer, «J. A. Thou’s Leben, Schriften und historische Kunst» (Дармштадт, 1837).
Де Ту оставил потомкам солидную библиотеку, содержащую издания многих сочинений античных и средневековых авторов, в первую очередь историков и философов. Библиотека сохранялась его потомками до 1680 года, когда была куплена президентом Парижского парламента де Менаром и в XVIII веке перешла семье маршала Франции Шарля де Рогана-Субиза. Составленный тогда её каталог включал 12729 наименований.

## Семья
Сын его Франсуа-Огюст де Ту (1607—1642) много путешествовал по Европе; по возвращении в Париж назначен был государственным секретарём. Он был посредником в корреспонденции герцогиней Шеврез с королевой о свержении Ришельё. Переписка попала в руки кардинала, и де Ту-младший навсегда потерял его доверие.
Близко сойдясь с Сен-Маром, сын де Ту был против воли вовлечён в заговор против Ришельё. Когда Сен-Мар, герцог Орлеанский и герцог Бургундский заключили трактат с Испанией, де Ту был против него. Копия с трактата попала к Ришельё и Франсуа-Огюст де Ту вместе с Сен-Маром приговорены были к обезглавливанию. Родственником де Ту было напечатано «Mémoire pour servir à la justification de Francois-Auguste de-Thou».